# Wu Yi-Chun
Wu Yi-Chun (17 de julio de 1973) es un deportista taiwanés que compitió en taekwondo. Ganó una medalla de bronce en el Campeonato Asiático de Taekwondo de 2006 en la categoría de –72 kg.

## Palmarés internacional
| Representando a China Taipéi |                     |                   |           |
| Campeonato Asiático          |                     |                   |           |
| Año                          | Lugar               | Medalla           | Categoría |
| 2006                         | Bangkok (Tailandia) | Medalla de bronce | –72 kg    |